# Селяни-данники
Селяни-данники — найчисленніша категорія похожих селян у Великому князівстві Литовському у 15 — 16 століттях.
Селяни-данники жили в державних і приватних маєтках, багатих на лісові угіддя; займалися переважно мисливством, рибальством і бджільництвом, менше — хліборобством; до них належали також рудники, вуглярі, соляники тощо. Крім натуральної данини (хутром, медом та ін.), платили за користування орними землями грошову дань, так звану, серебщину.